# Historisches Kaufhaus (Nordenham)

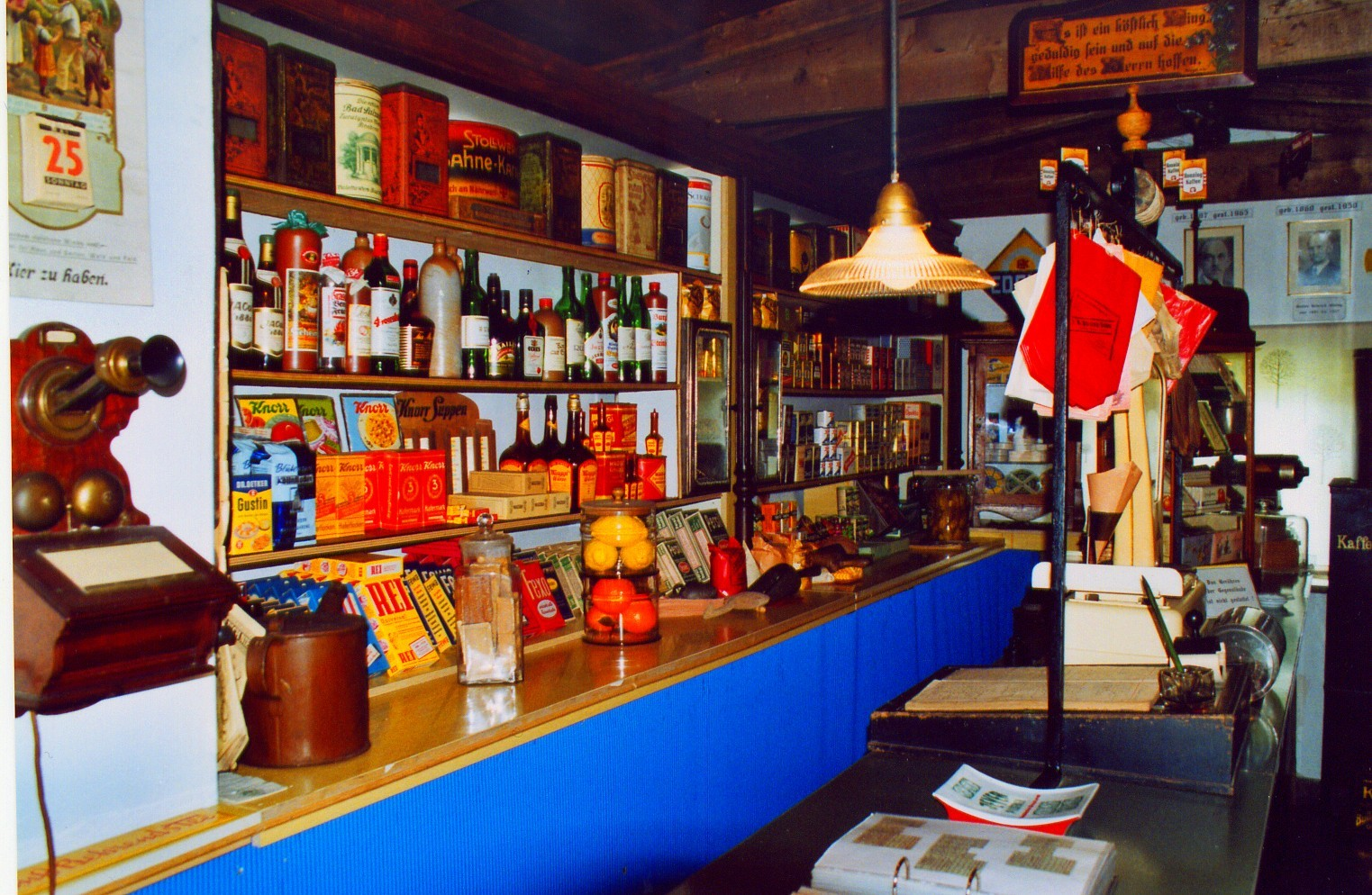
Museums-Ladenzeile im Obergeschoss

Das Historische Kaufhaus Nordenham befindet sich im Ortsteil Abbehausen der niedersächsischen Stadt Nordenham. Es liegt an der ehemaligen Postroute Ovelgönne–Abbehausen–Stollhamm.

## Chronik
Am 12. Mai 1853 eröffnete Johann Hermann Büsing in der alten Posthalterstelle der Familie Held einen Gemischtwarenladen, der bis dahin von H. R. Schmidt geführt wurde. Er heiratete im Juni 1854 Johanne Helene Held. Aus dieser Ehe gingen neun Kinder hervor. Johann Hermann Büsing verstarb im Januar 1908.
Am 16. Juli 1891 übernahm Gustav Heinrich Büsing im Alter von 31 Jahren das väterliche Geschäft. Die Eintragung der Firma erfolgte unter J. H. Büsing Sohn, Abbehausen. 1897 errichtete Gustav Büsing das Wohn- und Geschäftshaus an der Butjadinger Straße 101. Die Ehe mit Frau Toni blieb kinderlos. Er übergab sein Lebenswerk an seine langjährige rechte Hand Elimar Freese, der bereits 1911 bei Gustav in die Kaufmannslehre ging. Gustav Büsing verstarb am 28. Februar 1950.
Am 3. Oktober 1927 übernahm Elimar Freese, geboren im Jahr 1897, den Betrieb seines Prinzipals als Inhaber. Eigentümer wurde Elimar Freese im Jahr 1947. Im Mai 1928 heiratete er Alma Sophie Hinrichs. 1931 wurde die Tochter Lisel und 1937 der Sohn Elmer geboren. Elimar Freese verstarb am 22. November 1965.
Nachdem Elmer Freese als kaufmännischer Gehilfe bei Carl Wilhelm Meyer in Oldenburg und schließlich bei einem Gemischtwarenhändler in Melle gearbeitet hatte, erfolgte vorerst die Einberufung zur Bundeswehr. Nach dem Wehrdienst kehrte er ins elterliche Geschäft zurück. Am 1. Juli 1965 übernahm Elmer Freese die Leitung des Geschäftes. Die Gründung des Fördervereins zum Erhalt des Inventars der Firma J. H. Büsing Sohn mit Christian-S. Büsing (Ur-Neffe des Firmengründers) war im November 1996. Elmer Freese verstarb im Februar 2009.
Nach dem Tod ihres Vaters erbte Tanja Schiller das nunmehr unter Denkmalschutz stehende Wohn- und Geschäftshaus an der Butjadinger Straße 101. Der Förderverein zur Erhaltung des Inventars der Firma J. H. Büsing Sohn blieb als Mieter der Ausstellungsräume erhalten und betreibt diesen musealen Bereich weiterhin. Der Laden ist seit Januar 2010 an die Schwägerin vermietet und wird nach wie vor als Geschäft betrieben. Im Jahr 2016 wurde durch Tanja Schiller das Wohn- und Geschäftshaus teilsaniert. Gefördert wurde das Bauvorhaben durch die Deutsche Stiftung Denkmalschutz, durch EU-Fördergelder aus der LEADER-Förderung und durch die Oldenburgische Landschaft.

## Museum
Seit Bestehen des Hauses wurden und werden nicht nur alle Geschäftspapiere und Herstellerkataloge aufbewahrt, sondern aus der Geschichte von über 150 Jahren sind auch verschiedenste alte Originalwaren erhalten. Diese werden in den oberen Stockwerken des Kaufhauses museal ausgestellt und können besichtigt werden.
Im Archiv des Kaufhauses werden alle Gegenstände und Schriftstücke wissenschaftlich ausgewertet. Die Bibliothek des Kaufhauses umfasst insbesondere Fachliteratur über den Berufsstand des Kaufmanns, eine umfangreiche Sammlung heimatgeschichtlicher Literatur aus dem norddeutschen Bereich sowie eine große Anzahl von genealogischer Fachliteratur. Im eigentlichen Kaufhaus im Erdgeschoss werden immer noch über 3000 Artikel des täglichen Bedarfs verkauft sowie eine Vielzahl von Garnen und Strickware.
Aus dem musealen Bestand von über 4000 Gegenständen wurden auch schon einige für verschiedene Filmproduktionen ausgeliehen, so für den Hollywood-Film „Der Vorleser“ mit Kate Winslet, die eine frühere KZ-Aufseherin namens Hanna Schmidtz spielt und für die ein Nähbesteck mit den Initialen „HS“ gefunden wurde, und auch weitere Gegenstände sorgten für passenden Zeitkolorit. Auch für die deutschen Spielfilme „Friedliche Zeiten“ mit Axel Prahl und Meret Becker und „Mogadishu Welcome“ mit Thomas Kretschmann konnten passende Requisiten gefunden werden.